# Janjići (Zenica)
Janjići su naselje na jugu Zenice (FBiH, BiH).

## Geografija
Smješteni su na rijeci Bosni u okružju Drivuše, Janjićkog Vrha, Kosa, Gumanaca, Putovića, Putovičkog Polja i Gorice.
Kroz Janjiće prolazi dio željezničke pruge Šamac-Sarajevo. Tu su i Ambulanta humane medicine, Pošta, Osnovna škola „Enver Čolaković” kao i džamija.

## Stanovništvo
Po popisu iz 1991. godine u Janjićima je bilo ukupno nastanjeno 1.020 građana i građanki.
| Janjići            |       |              |              |              |
| godina popisa      | 2013. | 1991.        | 1981.        | 1971.        |
| Muslimani          |       | 942 (92,35%) | 878 (89,86%) | 699 (87,81%) |
| Srbi               |       | 41 (4,01%)   | 55 (5,62%)   | 72 (9,04%)   |
| Hrvati             |       | 4 (0,39%)    | 1 (0,10%)    | 13 (1,63%)   |
| Jugosloveni        |       | 19 (1,86%)   | 33 (3,37%)   | 1 (0,12%)    |
| ostali i nepoznato |       | 14 (1,37%)   | 10 (1,02%)   | 11 (1,38%)   |
| ukupno             | 1.010 | 1.020        | 977          | 796          |

### Mjesna zajednica Janjići
Mjesnu zajednicu Janjići sačinjavaju naselja Janjići i Janjički Vrh. Po popisu iz 1991. godine u MZ Janjići je bilo ukupno nastanjeno 1.115 građana i građanki.

## Istaknute ličnosti
- Arif Pašalić, bivši general Armije BiH
- Mahir Bureković, pjevač
- Mirsad Hibić, fudbaler
- Mervana Jugić, teniserka